# Nguyệt thực tháng 5, 2021
Nguyệt thực toàn phần đã diễn ra vào ngày 26 tháng 5 năm 2021. Đây sẽ là nguyệt thực toàn phần đầu tiên kể từ nguyệt thực tháng 1 năm 2019. Nó sẽ hiển thị ở các khu vực ở Đông Nam Á (trong đó có Việt Nam), toàn bộ Australia, toàn bộ Châu Đại Dương, hầu hết Alaska và Canada, tất cả 48 tiểu bang phía dưới, tất cả Hawaii, tất cả Mexico và Trung Mỹ, hầu hết Nam Mỹ, ở Việt Nam bỏ lỡ phần cực đại của nguyệt thực . Đó là được đặt tên ghép vào nguyệt thực và trăng tròn là Siêu Trăng Máu.
| Bán cầu tầm nhìn. | Bản đồ khả năng hiển thị. |

Tại Việt Nam, tối ngày 26 tháng 5 (18:19 Giờ Việt Nam) có thể quan sát được.
Đây là nguyệt thực toàn phần đầu tiên kể từ nguyệt thực tháng 1, 2019 và là lần đầu tiên trong một chuỗi gần như tứ phân (với bốn lần nguyệt thực toàn phần hoặc một phần sâu liên tiếp). Lần nguyệt thực toàn phần tiếp theo sẽ xảy ra vào tháng 5 năm 2022. Sự kiện này đã diễn ra gần đến chu kỳ mặt trăng; do đó, siêu trăng này được truyền thông Hoa Kỳ gọi là "Siêu Trăng Máu", và các nơi khác là "Siêu Trăng Máu".
Tiếp theo là sự kiện kỳ thú khác liên quan đến nhật thực năm này đầu tiên là Nhật thực 10 tháng 6, 2021.

## Giao diện
| Hình ảnh động này cho thấy mặt trăng di chuyển từ tây sang đông, đi vào vùng bóng tối của trái đất trong Thiên Yết gần Dải Ngân Hà. Đầu tiên nó đi vào bóng tối bên ngoài, và sau đó là bóng tối trung tâm umbral. Ở đây, độ sáng của mặt trăng được phóng đại trong bóng mờ. Nửa phía nam của mặt trăng sẽ tối nhất do ở gần tâm bóng tối nhất. |

## Thời gian
| Quan sát // Ngày, buổi | Quan sát // Ngày, buổi         | Chiều ngày 26 tháng 5 / Sáng ngày 27 tháng 5 | Chiều ngày 26 tháng 5 / Sáng ngày 27 tháng 5 | Chiều ngày 26 tháng 5 / Sáng ngày 27 tháng 5 | Chiều ngày 26 tháng 5 / Sáng ngày 27 tháng 5 | Sáng ngày 26 tháng 5 | Sáng ngày 26 tháng 5 | Sáng ngày 26 tháng 5 | Sáng ngày 26 tháng 5 | Sáng ngày 26 tháng 5 | Sáng ngày 26 tháng 5 | Sáng ngày 26 tháng 5 | Sáng ngày 26 tháng 5 |
| P1                     | Nguyệt thực bắt đầu            | 16:48                                        | 18:48                                        | 20:48                                        | 22:48                                        | 0:48                 | 1:48                 | 2:48                 | 3:48                 | 4:48                 |                      |                      |                      |
| U1                     | Nguyệt thực một phần           | 17:45                                        | 19:45                                        | 21:45                                        | 23:45                                        | 1:45                 | 2:45                 | 3:45                 | 4:45                 | 5:16                 |                      |                      |                      |
| U2                     | Nguyệt thực toàn phần          | 19:11                                        | 21:11                                        | 23:11                                        | 1:11                                         | 3:11                 | 4:11                 | 5:11                 | 6:11                 | Lặn                  |                      |                      |                      |
|                        | Nguyệt thực cực đại            | 19:19                                        | 21:19                                        | 23:19                                        | 1:19                                         | 3:19                 | 4:19                 | 5:19                 | 6:19                 | Lặn *                |                      |                      |                      |
| U3                     | Nguyệt thực kết thúc toàn phần | 19:26                                        | 21:26                                        | 23:26                                        | 1:26                                         | 3:26                 | 4:26                 | 5:26                 | Lặn                  | Lặn                  |                      |                      |                      |
| U4                     | Nguyệt thực kết thúc một phần  | 20:52                                        | 22:52                                        | 0:52                                         | 2:52                                         | 4:52                 | Lặn                  | Lặn                  | Lặn                  | Lặn                  |                      |                      |                      |
| P4                     | Nguyệt thực kết thúc           | 21:50                                        | 23:50                                        | 1:50                                         | 3:50                                         | 5:50                 | Lặn                  | Lặn                  | Lặn                  | Lặn                  |                      |                      |                      |

*Lặn: Mặt trăng lặn xuống vào đường chân trời.

Các điểm tiếp xúc so với bóng ngang và bóng nghiêng của Trái Đất, ở đây với Mặt Trăng gần nút giảm dần của nó.

| Quan sát | Quan sát                       | Thời gian quan sát | Có phải quan sát tại Thành phố Hồ Chí Minh hay không ? | Có phải quan sát tại Hà Nội hay không ? |
| -------- | ------------------------------ | ------------------ | ------------------------------------------------------ | --------------------------------------- |
| P1       | Nguyệt thực bắt đầu            | 15:48              | Không                                                  | Không                                   |
| U1       | Nguyệt thực một phần           | 16:45              | Không                                                  | Không                                   |
| U2       | Nguyệt thực toàn phần          | 18:11              | Có                                                     | Không                                   |
|          | Nguyệt thực cực đại            | 18:19              | Có                                                     | Không                                   |
| U3       | Nguyệt thực toàn phần kết thúc | 18:48              | Có                                                     | Không                                   |
| U4       | Nguyệt thực một phần kết thúc  | 19:52              | Có                                                     | Có                                      |
| P4       | Nguyệt thực kết thúc           | 20:50              | Có                                                     | Có                                      |

## Hình ảnh

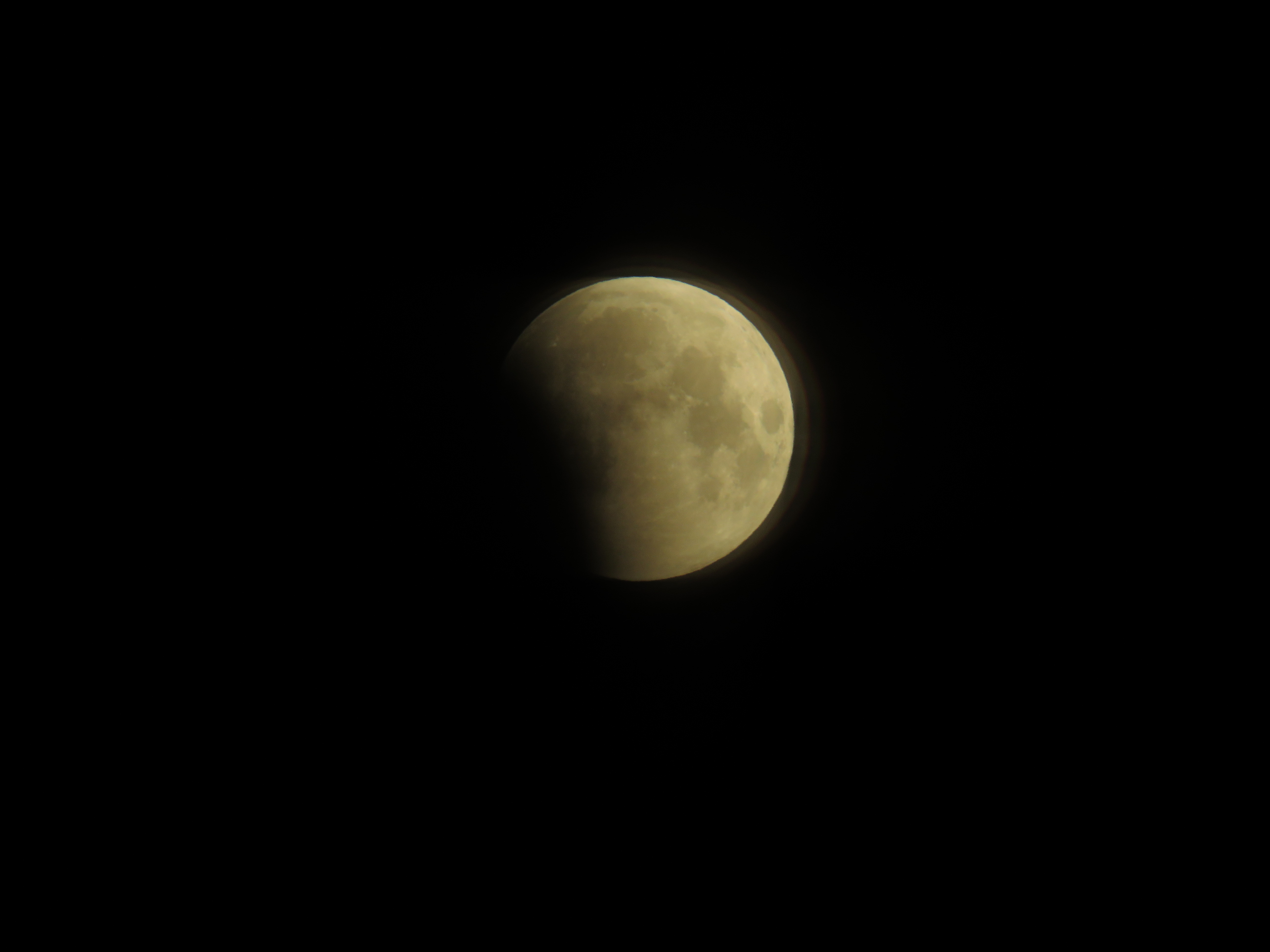
Anh 9:56 UTC (16:56 ICT)
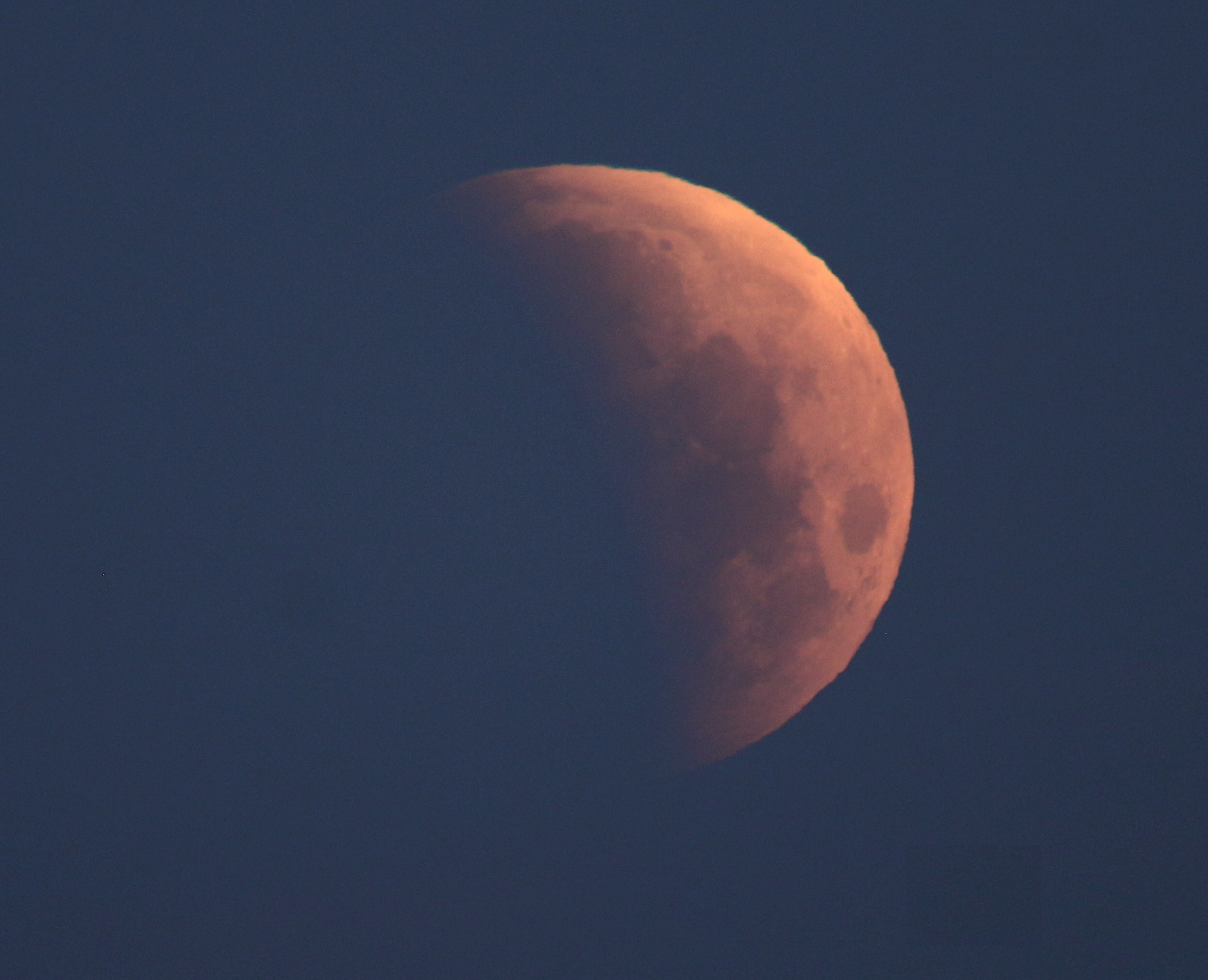
Minneapolis, Minnesota 10:19 UTC (17:19 ICT)
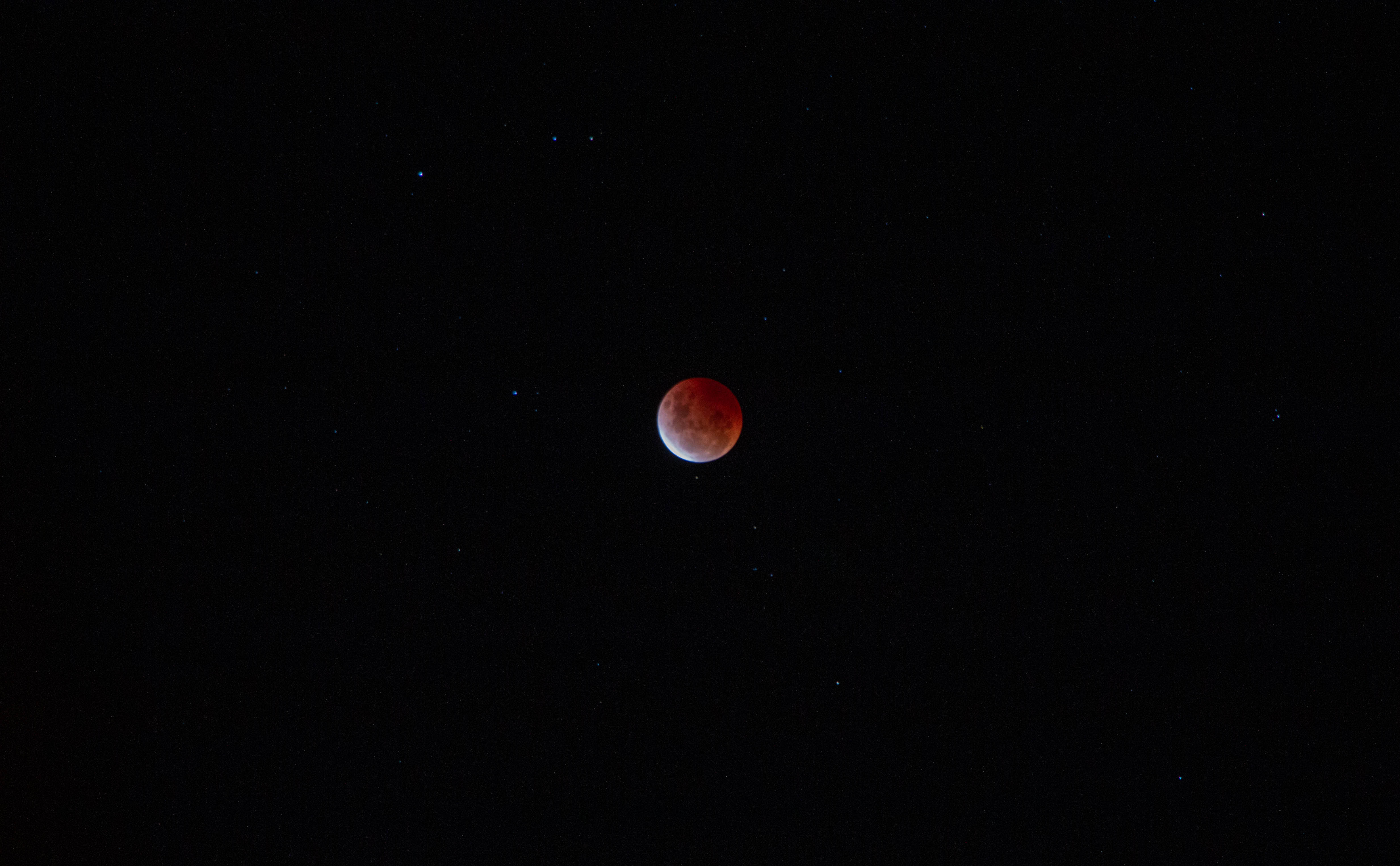
Canberra, Úc 11:11 UTC (18:11 ICT)
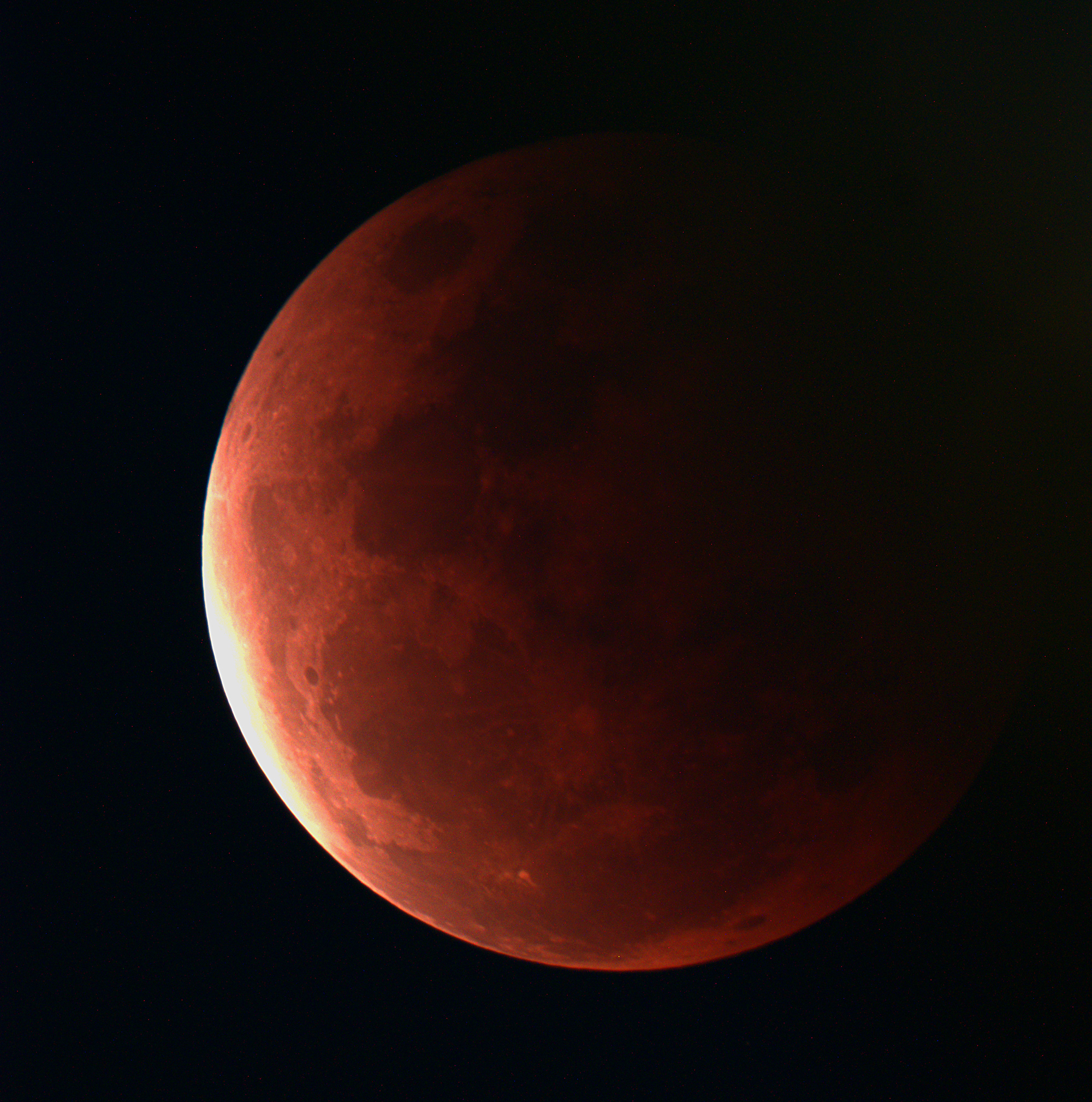
Taiwan, Taoyuan 11:12 UTC (18:12 ICT)
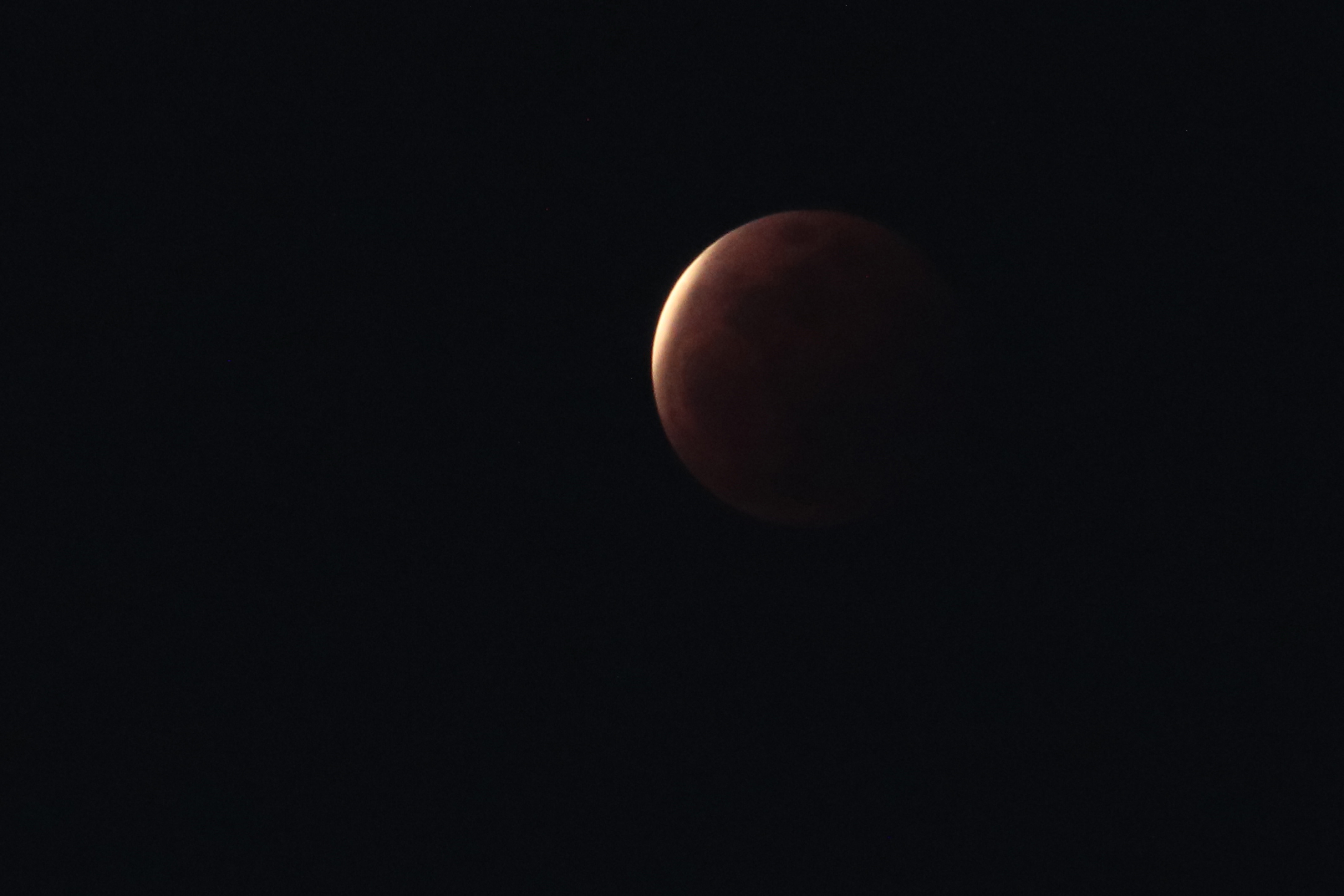
Manila, Philippines 11:13 UTC (18:13 ICT)
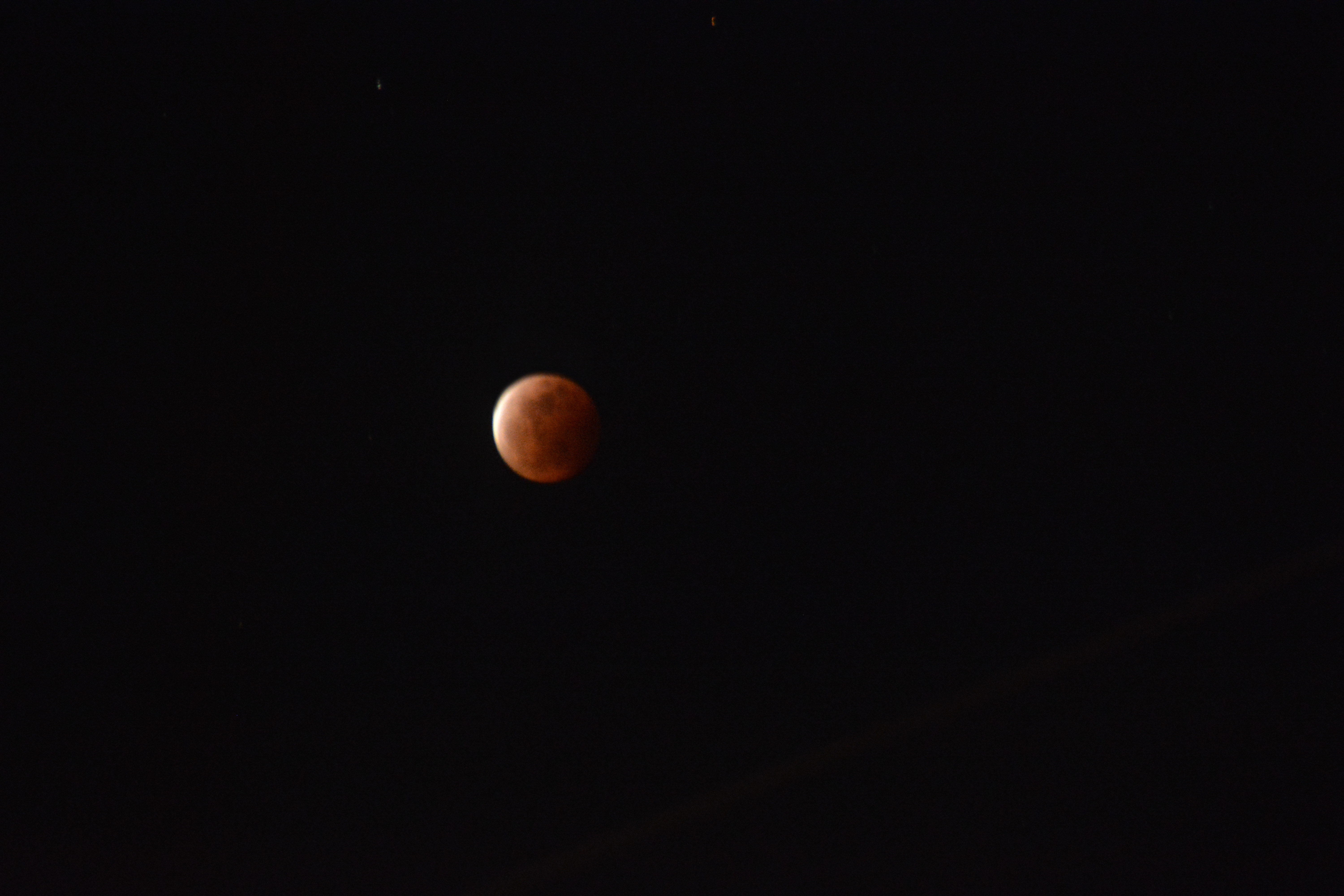
Laguna, Philippines 11:15 UTC (18:15 ICT)
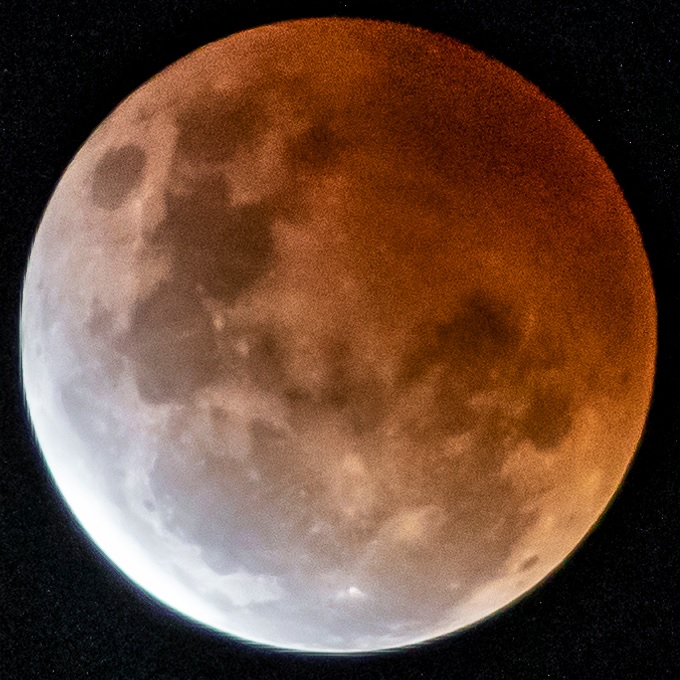
Geelong, Victoria 11:23 UTC (18:23 ICT)
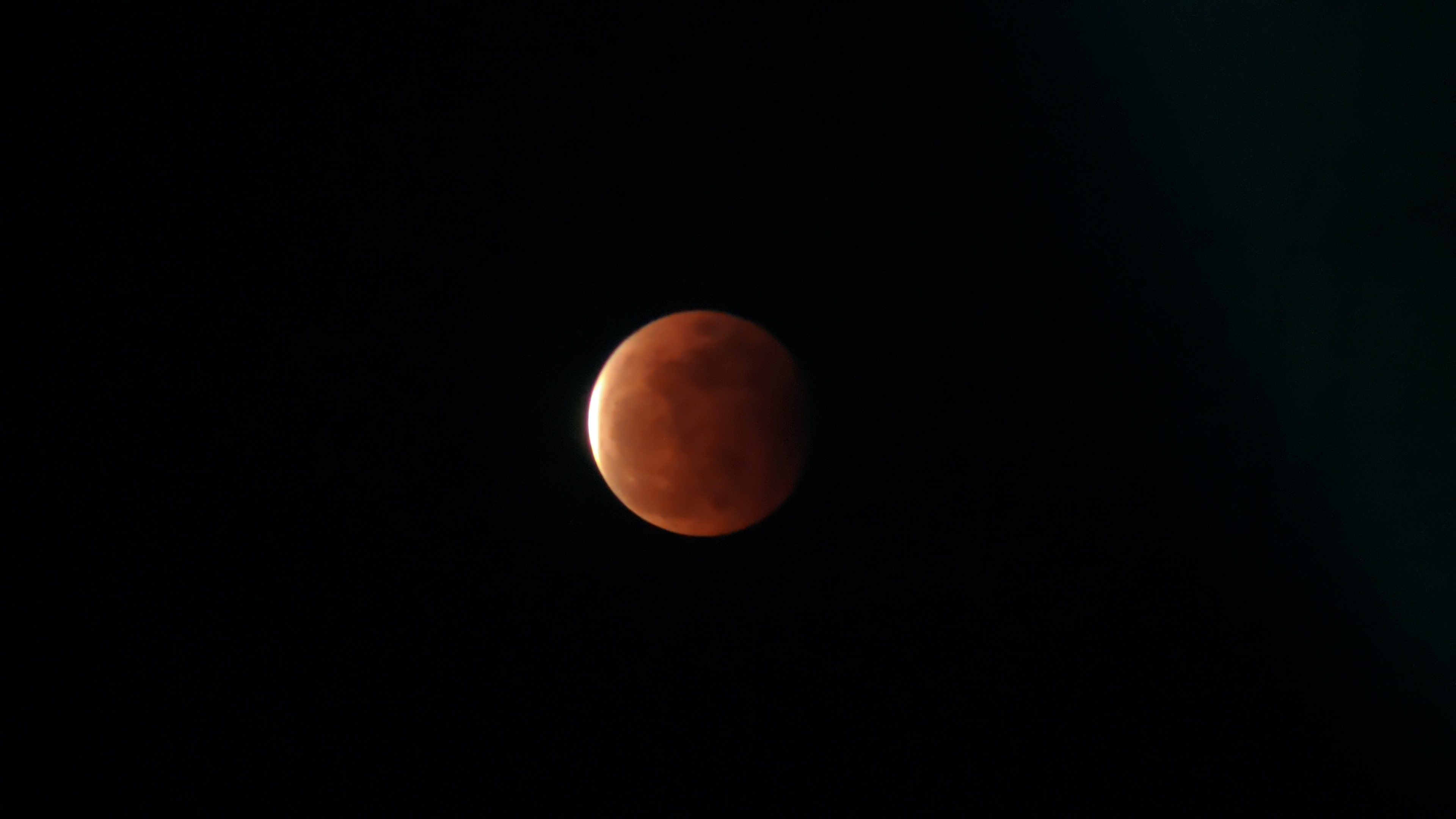
Tarlac, Philippines 11:32 UTC (18:32 ICT)
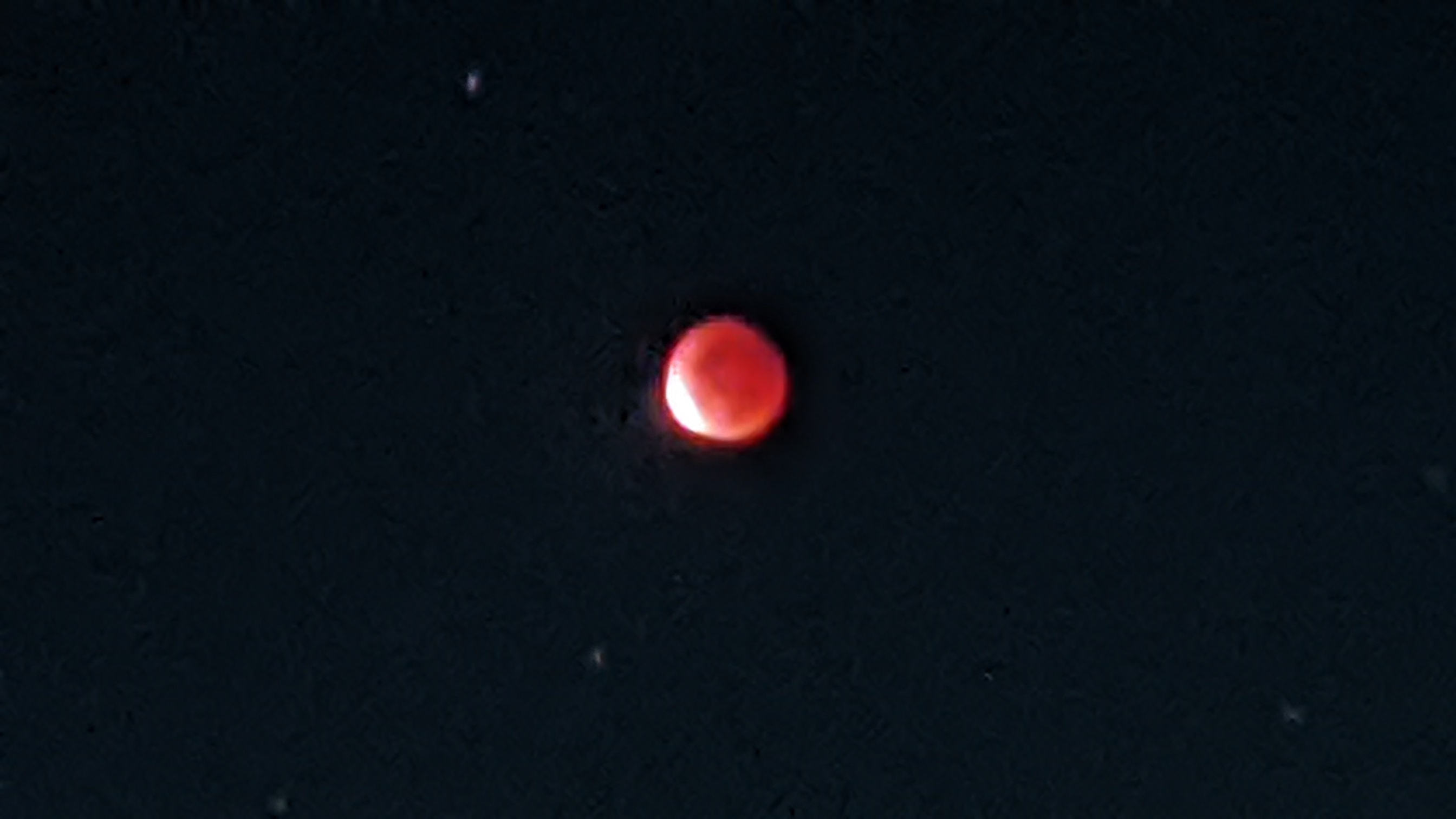
Magetan, Indonesia 11:34 UTC (18:34 ICT)
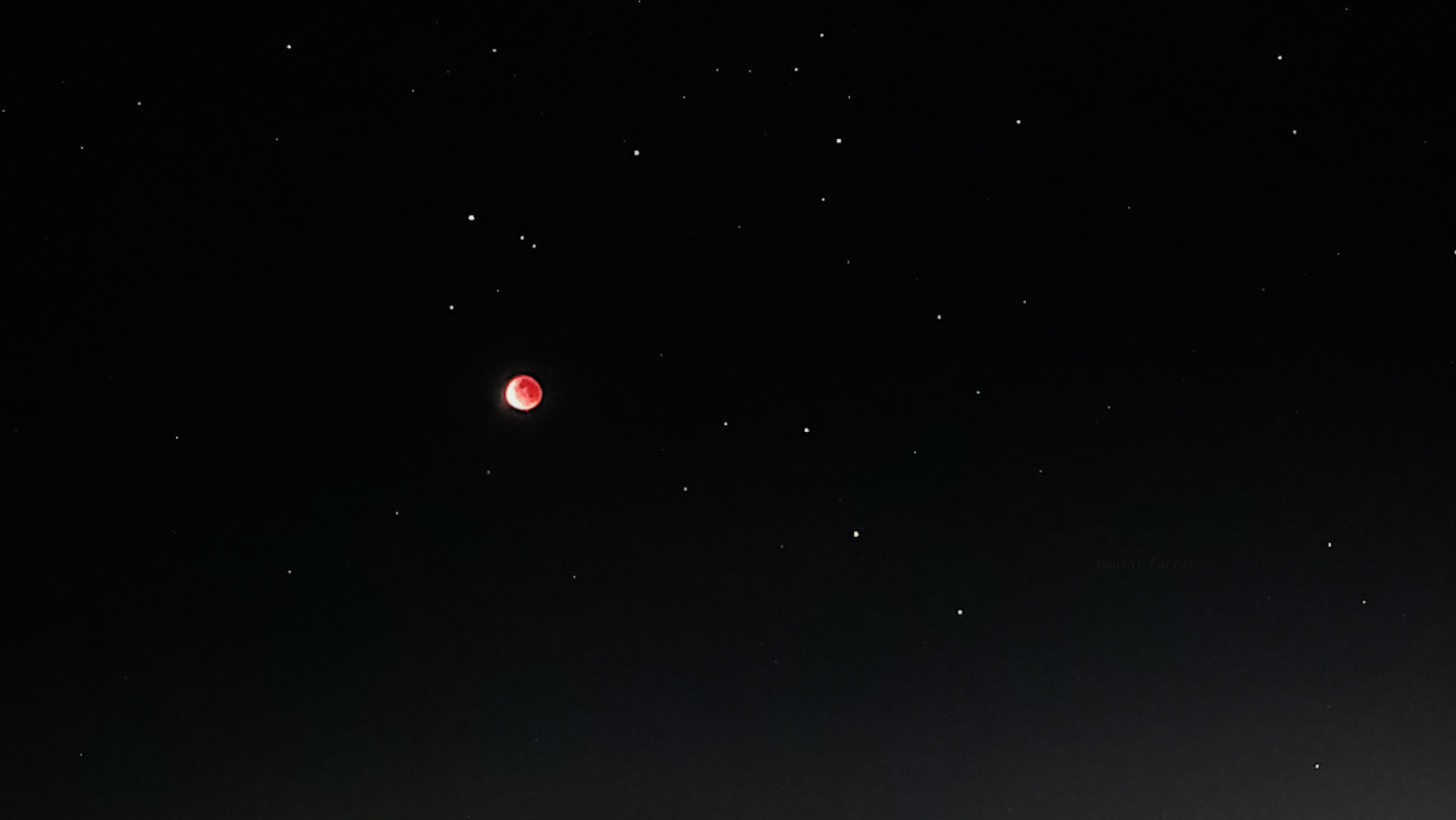
Kediri, Indonesia 11:54 UTC (18:54 ICT)
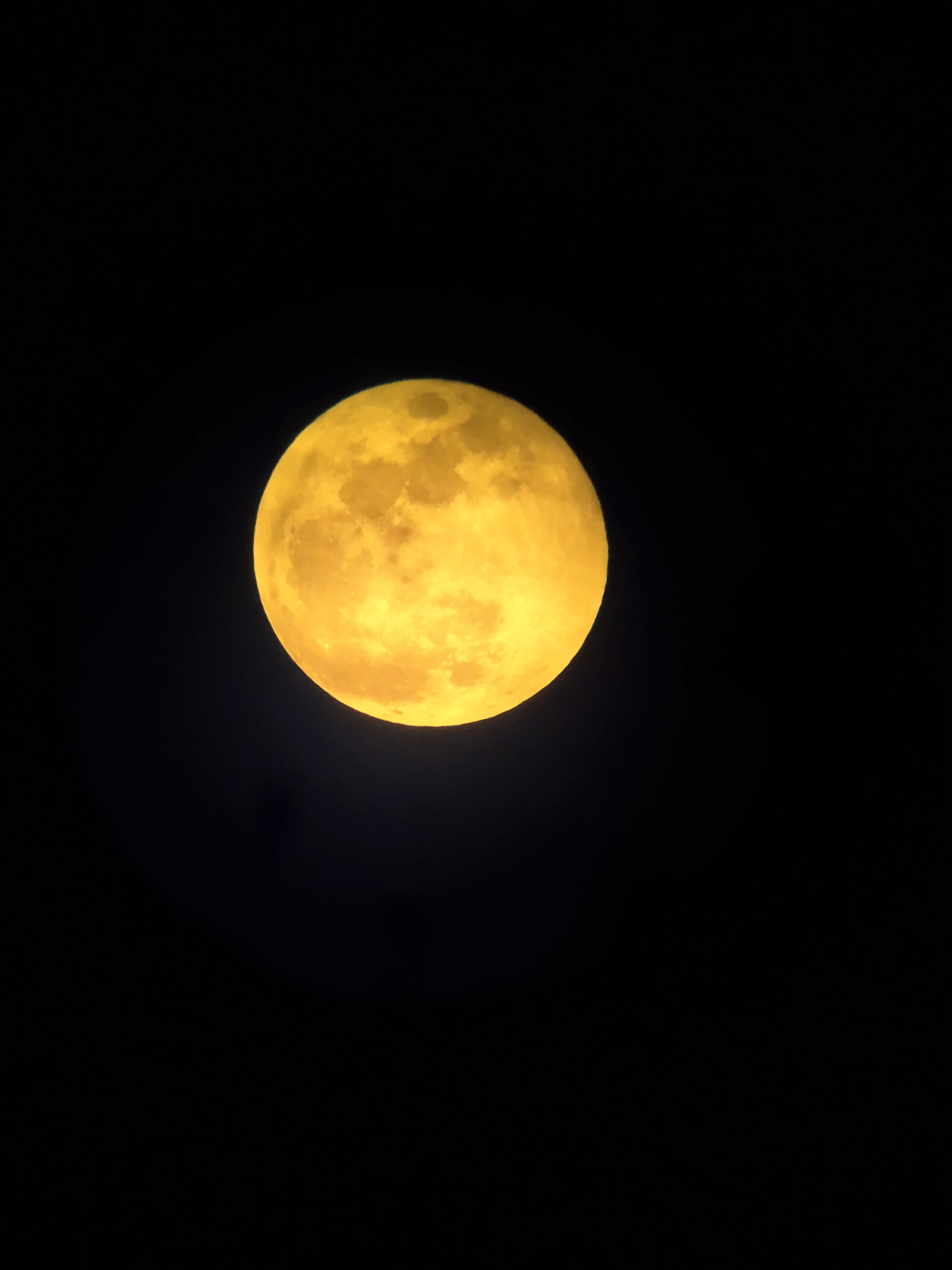
Chennai, Ấn Độ 13:27 UTC (20:27 ICT)
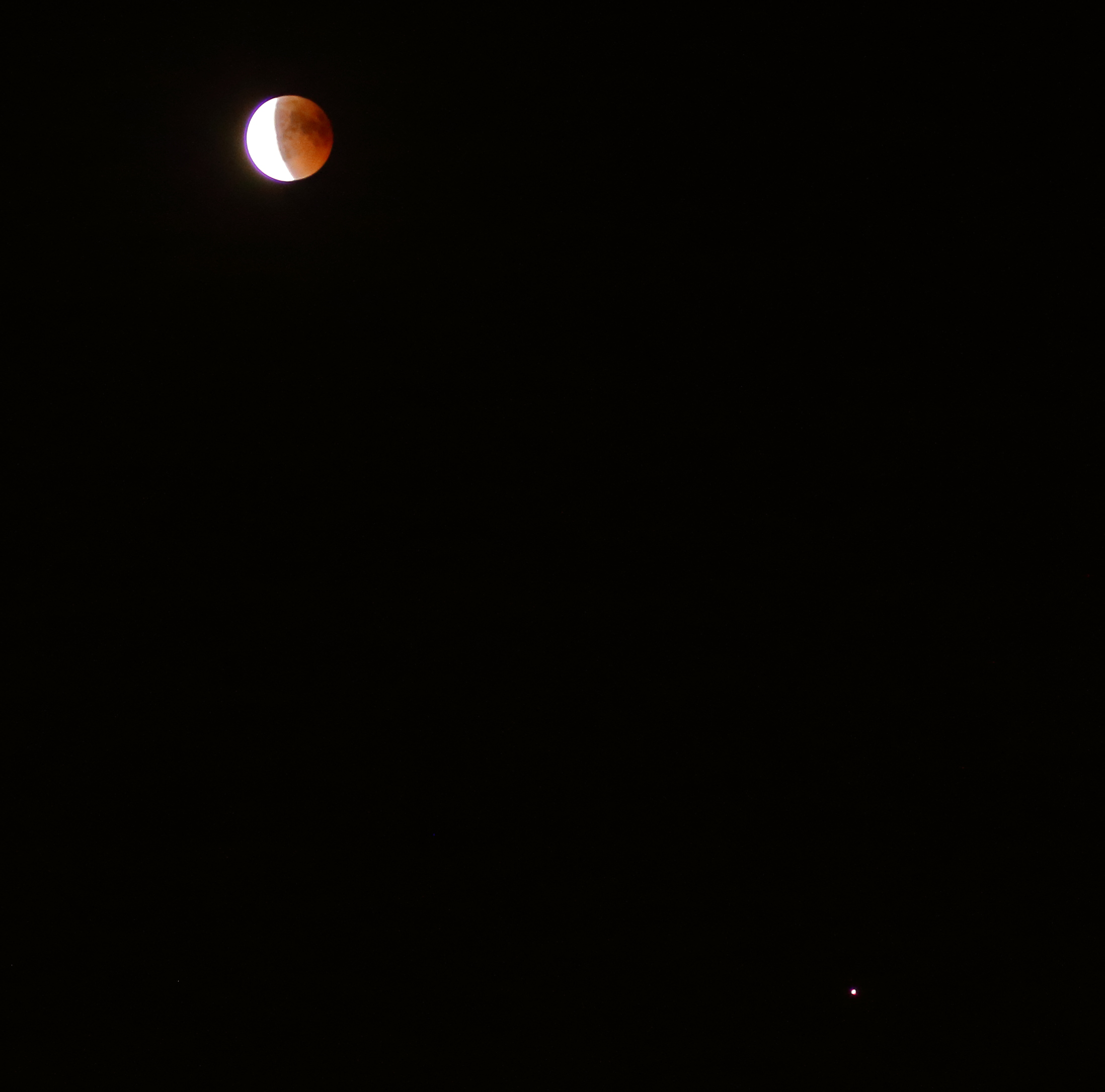
Nguyệt thực tại Việt Nam (12:08 UTC)

## Các liên quan nguyệt thực, nhật thực

### Các lần nguyệt thực, nhật thực khác vào năm 2021
- Nguyệt thực toàn phần vào ngày 26 tháng 5.
- Nhật thực hình khuyên vào ngày 10 tháng 6.
- Nhật thực toàn phần vào ngày 4 tháng 12.

### Các nguyệt thực khác trong năm
| Các nguyệt thực diễn ra từ năm 2020–2023 | Các nguyệt thực diễn ra từ năm 2020–2023 | Các nguyệt thực diễn ra từ năm 2020–2023 | Các nguyệt thực diễn ra từ năm 2020–2023 | Các nguyệt thực diễn ra từ năm 2020–2023 | Các nguyệt thực diễn ra từ năm 2020–2023 | Các nguyệt thực diễn ra từ năm 2020–2023 | Các nguyệt thực diễn ra từ năm 2020–2023 | Các nguyệt thực diễn ra từ năm 2020–2023 |
| ---------------------------------------- | ---------------------------------------- | ---------------------------------------- | ---------------------------------------- | ---------------------------------------- | ---------------------------------------- | ---------------------------------------- | ---------------------------------------- | ---------------------------------------- |
| Nút giảm dần                             | Nút giảm dần                             | Nút giảm dần                             | Nút giảm dần                             |                                          | Nút tăng dần                             | Nút tăng dần                             | Nút tăng dần                             | Nút tăng dần                             |
| Saros                                    | Ngày                                     | Quan sát nguyệt thực                     | Gamma                                    | Saros                                    | Ngày                                     | Quan sát nguyệt thực                     | Gamma                                    |                                          |
| 111                                      | 5 tháng 6, 2020                          | Nửa tối                                  | 1.24063                                  | 116                                      | 30 tháng 11, 2020                        | Nửa tối                                  | -1.13094                                 |                                          |
| 121                                      | 26 tháng 5, 2021                         | Toàn phần                                | 0.47741                                  | 126                                      | 19 tháng 11, 2021                        | Một phần                                 | -0.45525                                 |                                          |
| 131                                      | 16 tháng 5, 2022                         | Toàn phần                                | -0.25324                                 | 136                                      | 08 tháng 11, 2022                        | Toàn phần                                | 0.25703                                  |                                          |
| 141                                      | 05 tháng 5, 2023                         | Nửa tối                                  | -1.03495                                 | 146                                      | 28 tháng 10, 2023                        | Một phần                                 | 0.94716                                  |                                          |
|                                          |                                          |                                          |                                          |                                          |                                          |                                          |                                          |                                          |
| Lần trước                                | 05 tháng 6, 2020                         | 05 tháng 6, 2020                         | 05 tháng 6, 2020                         | Lần trước                                | 10 tháng 1, 2020                         | 10 tháng 1, 2020                         | 10 tháng 1, 2020                         |                                          |
|                                          |                                          |                                          |                                          |                                          |                                          |                                          |                                          |                                          |
| Kế tiếp                                  | 25 tháng 3, 2024                         | 25 tháng 3, 2024                         | 25 tháng 3, 2024                         | Kế tiếp                                  | 18 tháng 9, 2024                         | 18 tháng 9, 2024                         | 18 tháng 9, 2024                         |                                          |